# Sân bay William P. Hobby
Sân bay William P. Hobby (mã sân bay IATA: HOU, mã sân bay ICAO: KHOU, mã sân bay FAA LID: HOU) là một sân bay công cộng tại Houston, Texas, nằm 7 dặm (11 km) từ trung tâm thành phố Houston. Sân bay này có diện tích 1.304 mẫu Anh (528 ha) và có bốn đường băng. Đây là sân bay thương mại lâu đời nhất của Houston và là sân bay chính của thành phố cho đến khi mở sân bay liên lục địa Houston (nay là sân bay liên lục địa George Bush) vào năm 1969. Sân bay này hiện có vai trò là một sân bay thứ cấp nội địa và là một trung tâm hàng không khu vực doanh nghiệp và tư nhân. Sân bay này là nhà của Bảo tàng 1940 Air Terminal, nơi sở hữu một bộ sưu tập trong việc xây dựng trang trí nghệ thuật ban đầu mà phục vụ như là nhà ga đầu tiên cho chuyến bay hành khách ở Houston. Nó hiện đang phục vụ như một thành phố tập trung cho Southwest Airlines.